# Plethodon shermani
Espèce
Statut de conservation UICN

 VU D2 : Vulnérable
Plethodon shermani est une espèce d'urodèles de la famille des Plethodontidae.

## Répartition
Cette espèce est endémique des États-Unis. Elle se rencontre entre 850 et 1 495 m d'altitude dans le sud-ouest de la Caroline du Nord, dans le sud-est du Tennessee et dans le nord de la Géorgie.

## Étymologie
Cette espèce est nommée en l'honneur de Franklin Sherman (1877-1947).

## Publication originale
- (en) Stejneger, 1906 : A new salamander from North Carolina. Proceedings of the United States National Museum, vol. 30, p. 559-562 (texte intégral).